# Juan Fernández Navarrette
Juan Fernández Navarette, surnommé el Mudo (le Muet), né à Logroño en 1526 et mort à Séville le 28 mars 1579, peintre espagnol.

## Biographie

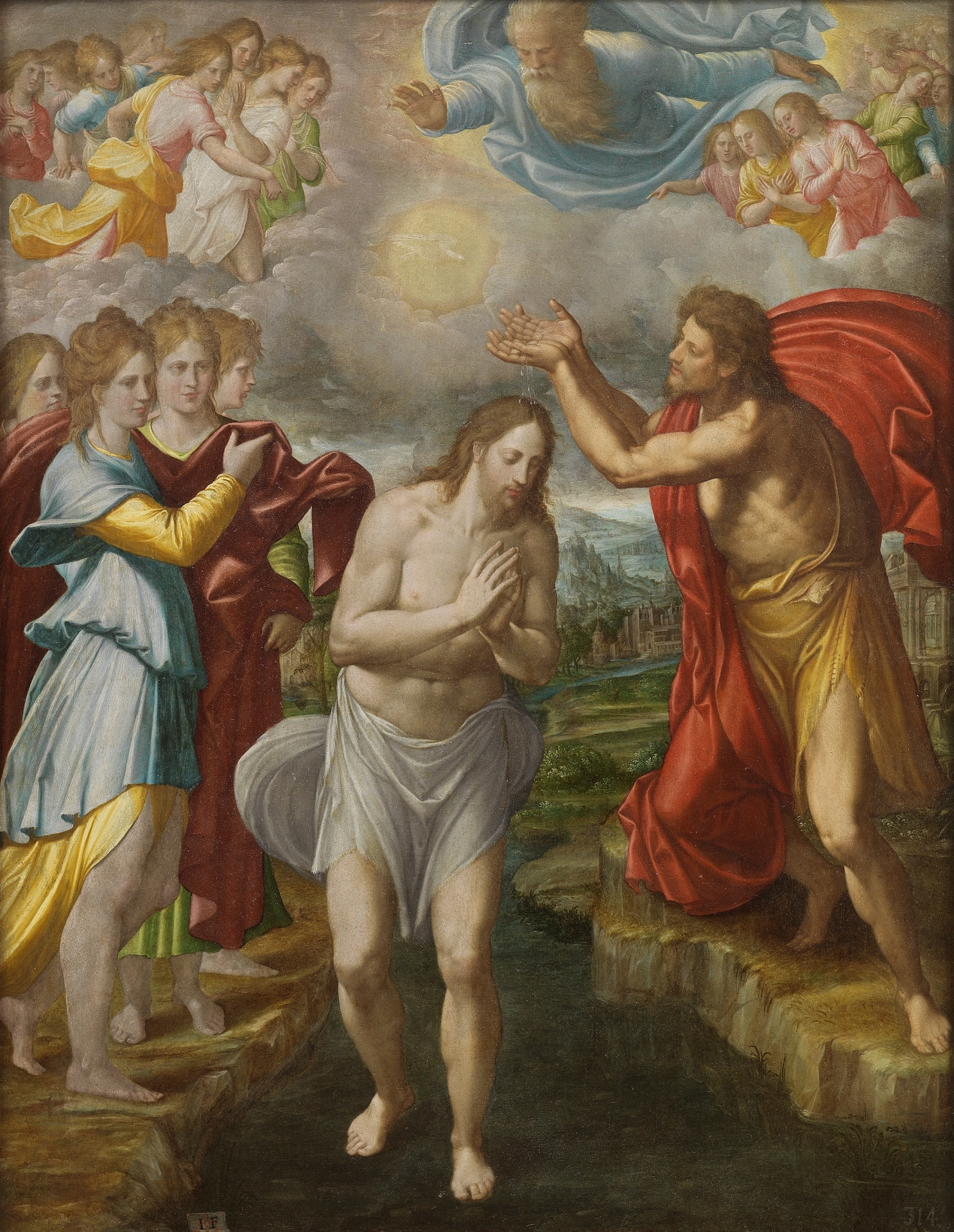
Baptême du Christ, Musée du Prado, Madrid

Sourd-muet dès l'âge de 3 ans. Cette infirmité ne l'empêcha pas de manifester de bonne heure un goût très décidé pour la peinture et d'y réussir. Il alla se former en Italie et fut élève du Titien. De retour en Espagne, il fut nommé peintre du roi Philippe II (1568) ; il travailla presque exclusivement pour l'Escurial.
Le plus remarquable de ses tableaux représente Abraham au milieu des trois anges. Unissant la grâce à l'énergie, cet artiste sut allier les tons vigoureux du Titien et les nuances charmantes du Corrège.

## Sources
Cet article comprend des extraits du Dictionnaire Bouillet. Il est possible de supprimer cette indication, si le texte reflète le savoir actuel sur ce thème, si les sources sont citées, s'il satisfait aux exigences linguistiques actuelles et s'il ne contient pas de propos qui vont à l'encontre des règles de neutralité de Wikipédia.